# Кобылица
Кобылица — река в России, протекает по Дедовичскому району Псковской области.
Исток реки находится к югу от деревни Курова Гора всего в 600 метрах к востоку от притока Цвенки бассейна Великой. Кобылица течёт сначала на юго-восток, затем поворачивает на восток, а ближе к устью течёт на север. Устье реки находится в 30 км от устья Судомы по правому берегу, у деревни Ламово. Длина реки составляет 20 км, площадь водосборного бассейна — 87,6 км².
На реке стоят деревни Пожеревицкой волости: Покровское, Козюльки, Ольховка, Ровное и Сорокино.

## Данные водного реестра
По данным государственного водного реестра России относится к Балтийскому бассейновому округу, водохозяйственный участок реки — Шелонь, речной подбассейн реки — Волхов. Относится к речному бассейну реки Нева (включая бассейны рек Онежского и Ладожского озера).
Код объекта в государственном водном реестре — 01040200412102000024427.